# Cini Minis

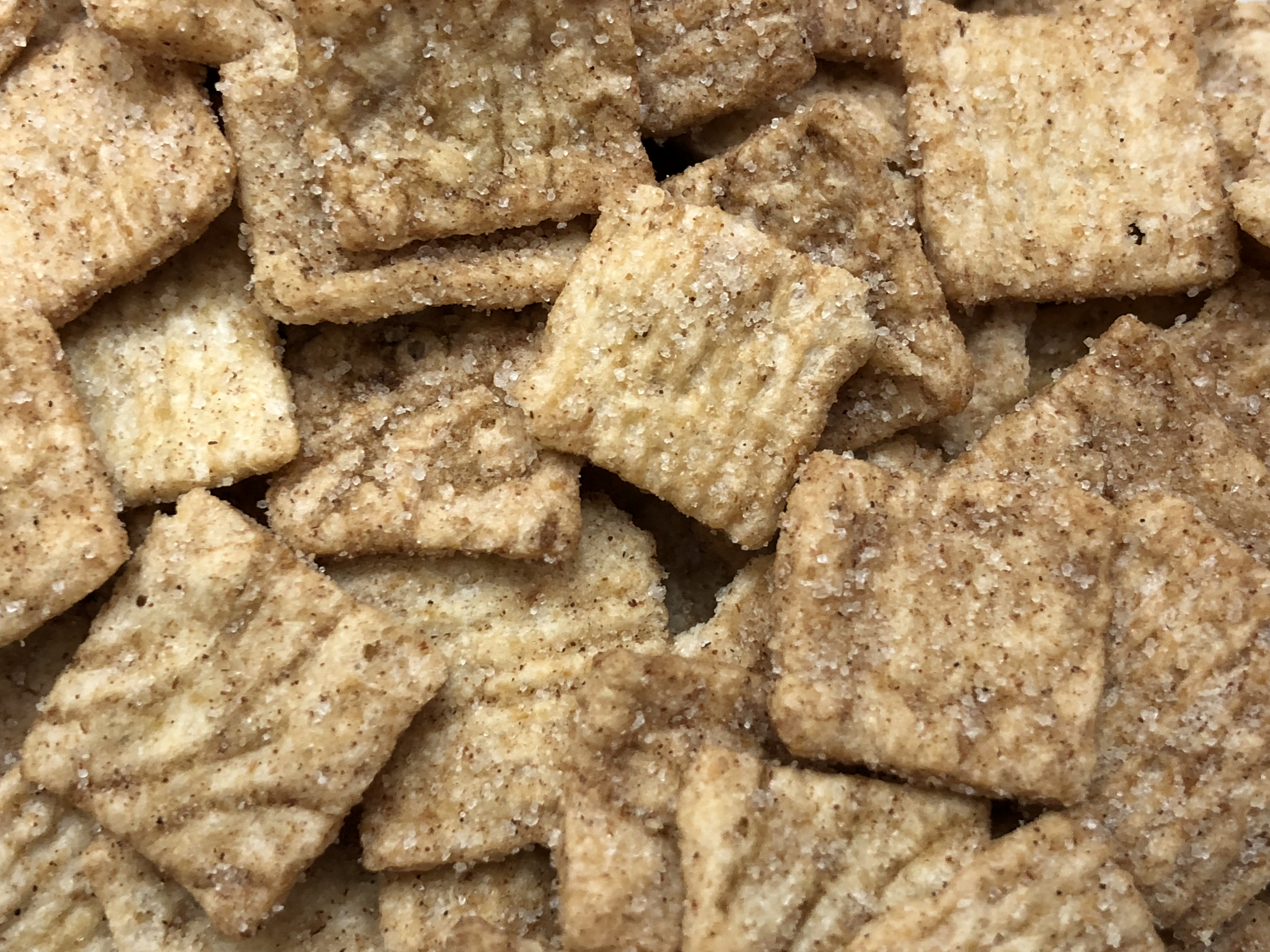
Skořicové lupínky

Cini Minis je obchodní název pro snídaňové cereálie se skořicovou příchutí vyráběné společností Nestlé. Původní název produktu je Cinnamon Toast Crunch (CTC), další názvy jsou Croque-Canelle, používaný ve frankofonní části Kanady, nebo Curiously Cinnamon používaný ve Spojeném království. Název Cini Minis je používán v Evropě a v latinskoamerických zemích.
První cereálie byly vyrobeny v roce 1984. Cereálie mají tvar malých čtverečků, které jsou vyrobeny z pšenice a rýže. Celé jsou obaleny ve skořici a cukru. Podávají se s mlékem. Ve většině evropských zemích a Severní Americe se produkt prodává v papírových krabicích, ale v Polsku a Rusku se cereálie prodávají v plastových pytlech.[zdroj⁠?!]

## Slogan a maskot
Původním maskotem těchto cereálií byl šéfkuchař Wendell a jeho pomocníci Bob a Quello. Po roce 2009 se maskoty těchto skořicových cereálií se staly tzv. Šílené čtverečky (v originále Crazy squares). Tito maskoti jsou cereálie, které mají oči, pusu a velký, vyplazený jazyk. V reklamách se cereálie navzájem pojídají, a na konci každé reklamy zazní jejich slogan „Šíleně skořicové“ (v originále Crave those crazy quers.)[zdroj⁠?!]